# Theme Park Inc
Theme Park Inc (SimCoaster aux États-Unis et Theme Park Manager en Australie) est un jeu vidéo de simulation économique développé par Bullfrog Productions et édité par Electronic Arts, sorti en 2001 sur Windows.